# 馬自達大氣

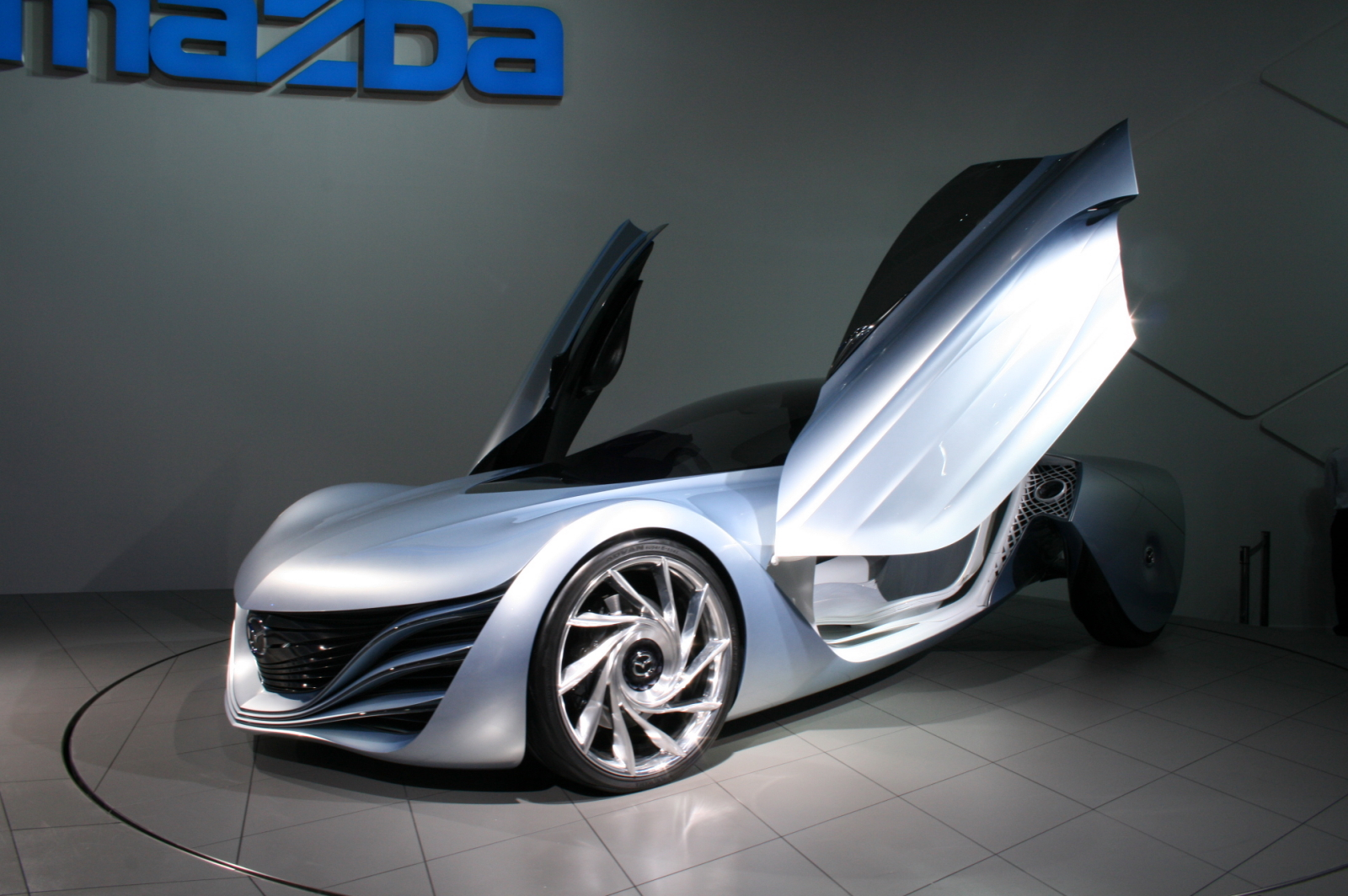
馬自達大氣

馬自達大氣（日语：マツダ・大気〔たいき〕；Mazda Taiki）是一款由日本馬自達汽車公司開發的概念車。

## 概要
該款車首先公開發表於2007年東京國際車展上，是馬自達繼流、流雅、葉風等三款車後，第四款以「流動」為設計主軸的概念車。
「大氣」之名乃取自覆蓋整個地球的大氣，以日本傳統故事「天女的羽衣」作為靈感發想，流線型的車側線條如同迎風飄揚的水袖。除了追求外觀的美感外，這種設計也有助於降低風阻係數，該款車的Cd値僅有0.25。
該款車採用前置引擎後輪驅動方式，配備代號為16X型的轉子引擎，加長其衝程，提高熱效率，且燃油缸內直噴系統也提高油耗表現。
美國Auto Week汽車雜誌將大氣評選為2007年度東京國際車展的「最佳概念車」。

## 車輛規格
- 全長：4,620mm
- 全寬：1,950mm
- 全高：1,240mm
- 軸距：3,000mm
- 乘坐人數：2人
- 引擎：800c.c. X 2 16X型轉子引擎
- 變速系統：乾式雙離合器七速變速
- 驅動方式：FR前置引擎、後輪驅動

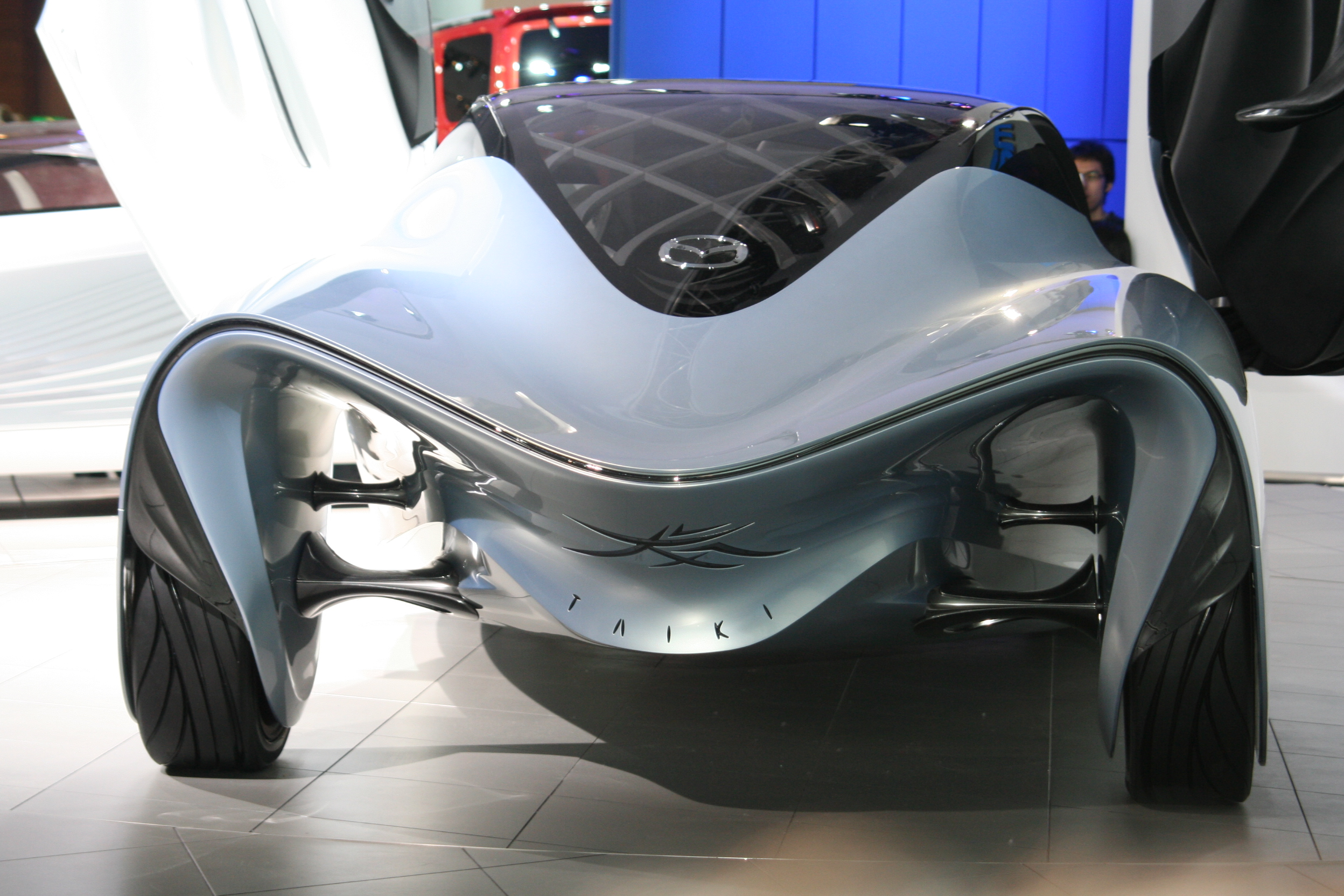
車尾
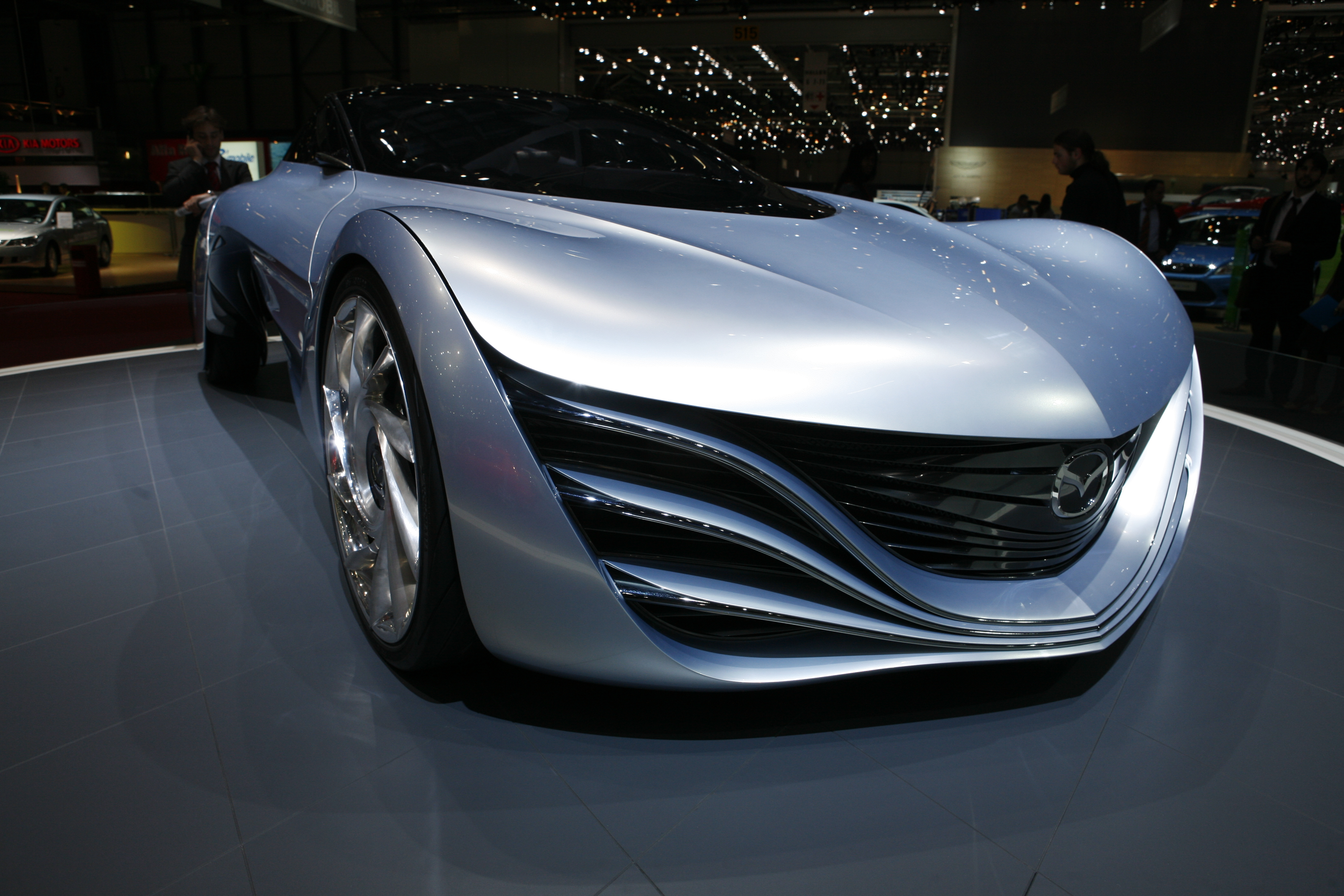
車頭
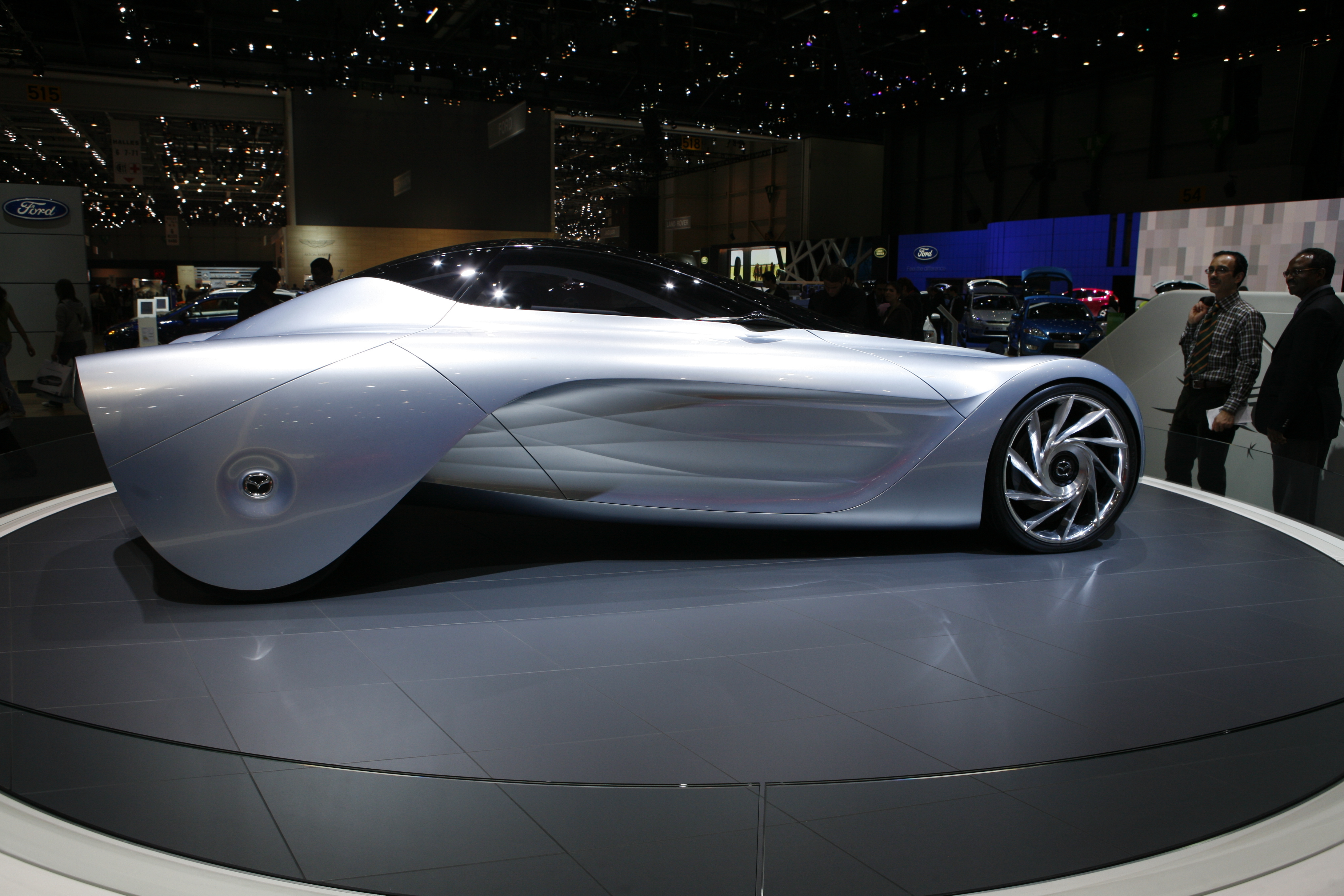
車側

## 外部連結
- （日語） 馬自達官方網站新聞稿
- 馬自達大氣於2007年東京國際車展之照片